# Claes Oldenburg

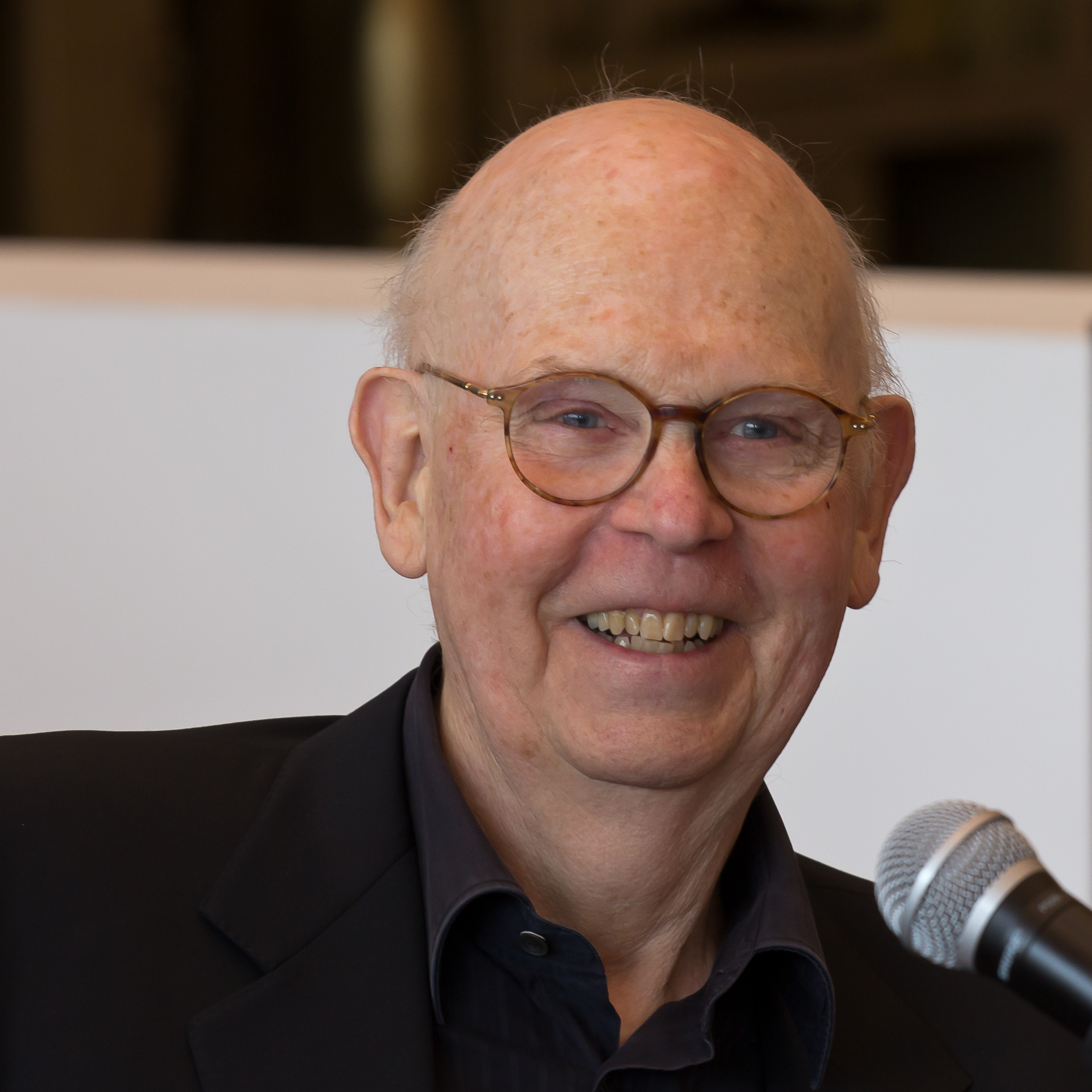
Claes Oldenburg, 2012

Claes Thure Oldenburg (* 28. Januar 1929 in Stockholm; † 18. Juli 2022 in New York City, New York) war ein schwedisch-amerikanischer Bildhauer. Er gehörte neben Andy Warhol und Roy Lichtenstein zu den bedeutendsten Vertretern der amerikanischen Pop Art und ist einer der Begründer der Soft Sculpture. Besonders bekannt wurde er durch Skulpturen, die aus einfachen Werkstoffen hergestellt sind oder Alltagsgegenstände darstellen. Oldenburg arbeitete ab 1976 mit der niederländischen Künstlerin Coosje van Bruggen zusammen; sie waren seit 1977 verheiratet.

## Leben und Werk

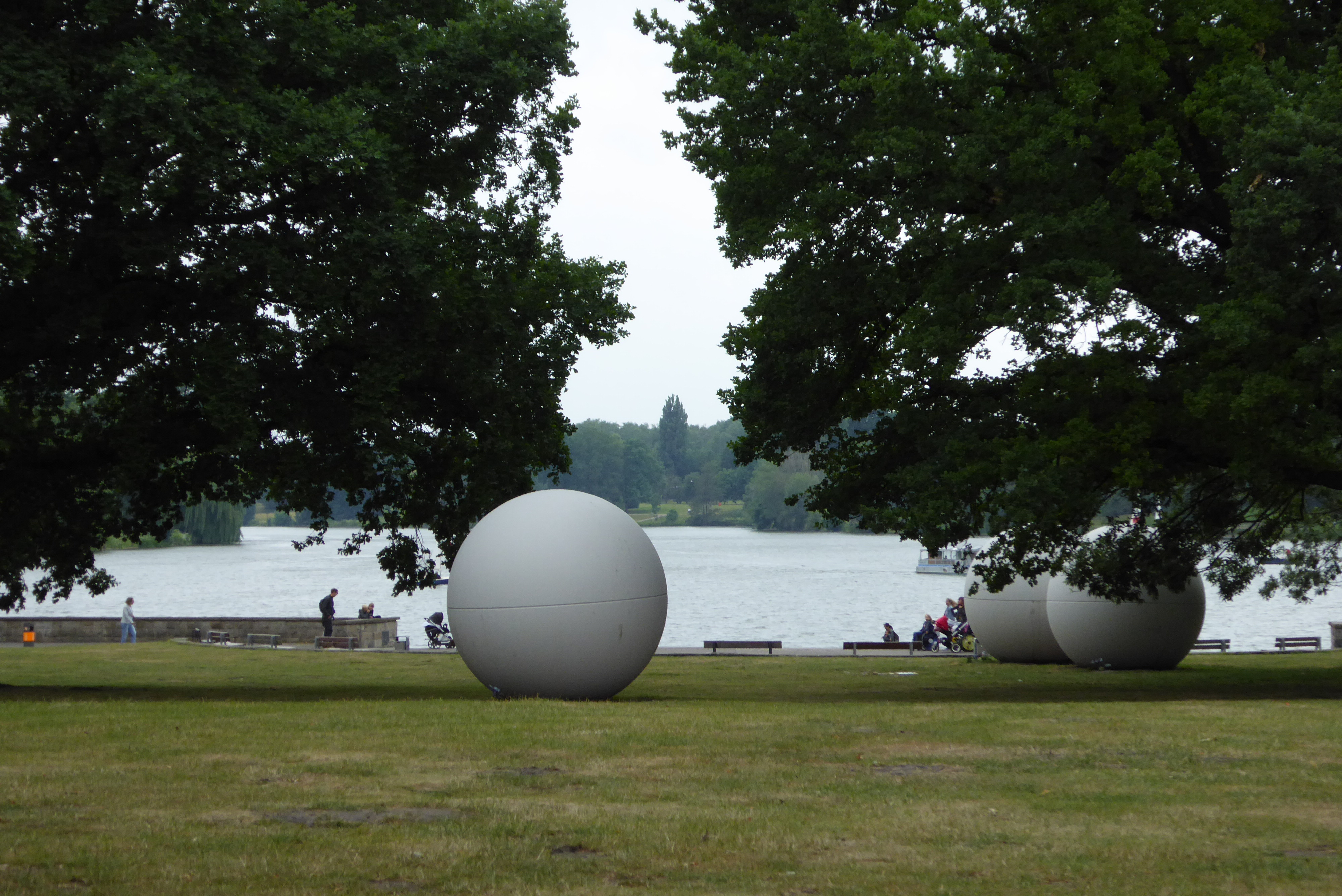
Skulptur Giant Pool Balls
(Münster, 1977)

Skulptur Gartenschlauch mit Wasserhahn (1983) in Freiburg im Breisgau

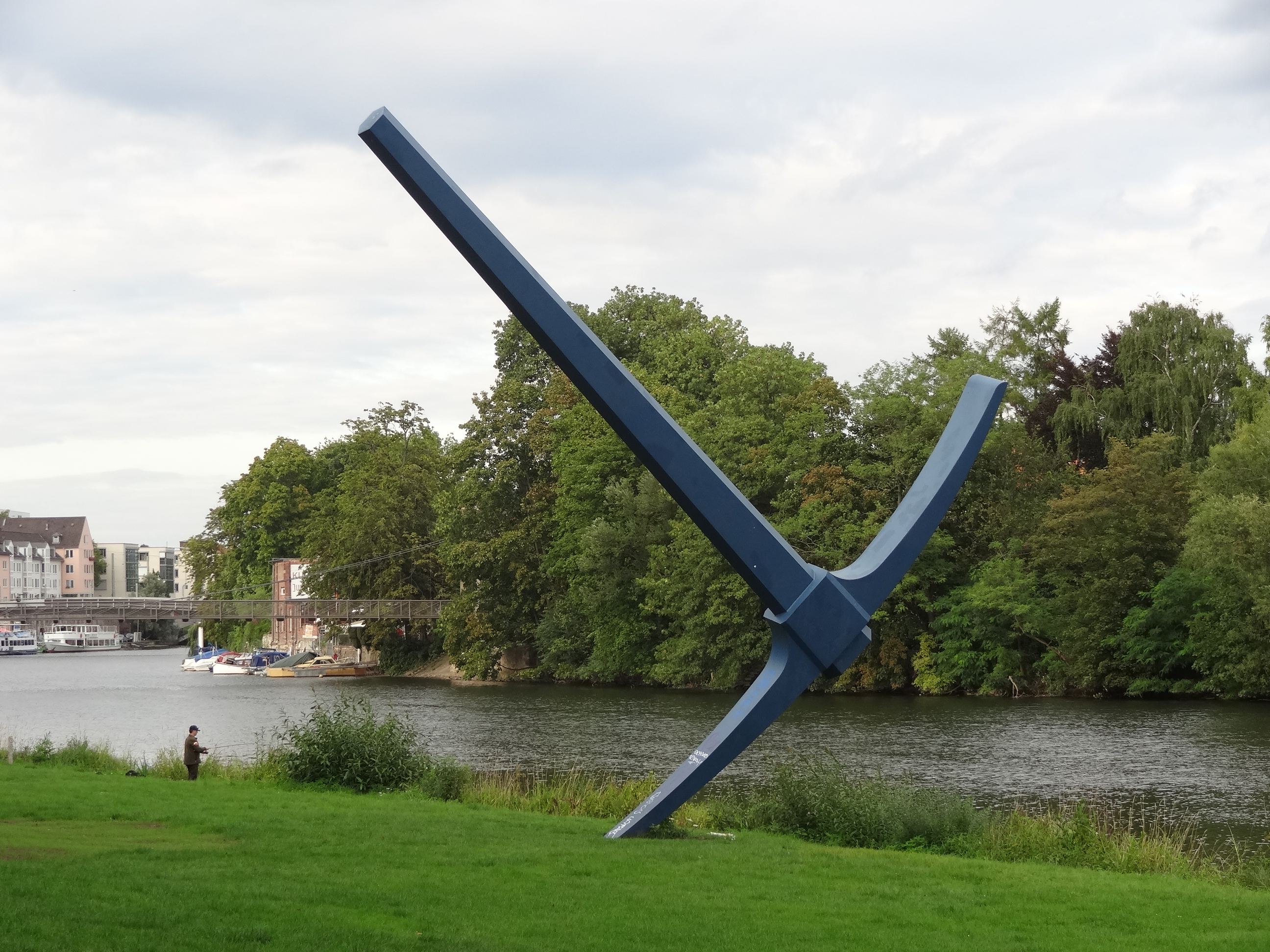
Skulptur Spitzhacke (1982 zur documenta 7), Kassel, Fuldaufer

Claes Oldenburg wurde in Stockholm als Sohn eines schwedischen Diplomaten geboren. Von 1930 bis 1933 wuchs er in New York und in Rye, New York, auf, danach bis 1936 in Oslo, von 1936 bis 1946 in Chicago, wo Oldenburg seinen Abschluss an der Latin School of Chicago machte. Von 1946 bis 1950 studierte er an der Yale-Universität in New Haven Kunst und englische Literatur und belegte bis 1954 einen Kurs am Art Institute in Chicago. Während seiner Studienzeit arbeitete er als Journalist und Grafiker. 1953 folgte seine erste Ausstellung mit satirischen Zeichnungen. Seine ersten Bilder waren stark vom Abstrakten Expressionismus geprägt, blieben aber weitgehend darstellend. 1956 zog er nach New York City und machte dort Bekanntschaft mit Happening-Künstlern wie Allan Kaprow, Jim Dine, Red Grooms, Lucas Samaras und George Segal, die seine Begeisterung für Collagen und Objekte beeinflussten.
Ab 1958 fertigte Oldenburg Assemblagen aus Pappmaché und diversen Abfallprodukten an (sehr häufig mit einer Auswahl verschiedener Stoffe), die er in einer grellen Farbigkeit und Verfremdung verarbeitete. 1958 und 1959 entstanden Zeichnungen zum Thema The Street und die ersten Plastiken, 1963 die ersten Soft-Sculptures und Vinyl-Plastiken. Ab 1965 konzentrierte sich Claes Oldenburg auf Kolossalobjekte, in denen er Alltagsgegenstände durch Monumentalisierung verfremdete, und die ersten Entwürfe für „Giant Objects“. Gemeinsam mit Jim Dine, Marc Ratliff und Tom Wesselmann gründete er 1959 die Judson Gallery der Judson Memorial Church.
1982 fertigte er etwa eine zwölf Meter hohe Spitzhacke für die Documenta 7 in Kassel.
Bekannt ist auch die mit Coosje van Bruggen gemeinsam entwickelte Skulptur Inverted Collar and Tie in Frankfurt am Main am Fuß des 208 Meter hohen Wolkenkratzers Westendstraße 1. Die mit mehr als zehn Metern Höhe stark überdimensionierte nach oben „flatternde“ Krawatte ist eine Persiflage auf die im Hochhaus arbeitenden, immer korrekt gekleideten Büromenschen.
Das Kölner Museum Ludwig zeigte 2012 möglicherweise zum letzten Mal Oldenburgs Frühwerk. Die Materialien haben das Altern nicht unbeschadet überdauert und sind nicht mehr ohne Weiteres transportfähig.
Oldenburg lebte in New York, wo er am 18. Juli 2022 im Alter von 93 Jahren starb.

## Ausstellungen (Auswahl)
- 1953: Club St. Elmo, Chicago. Satirische Zeichnungen. Gemeinschaftsausstellung mit Robert Clark (Robert Indiana).
- 1959: Aktzeichnungen in der Cooper Union
- 1959: Zeichnungen, Gedichte, kleine Skulpturen in der Judson Gallery (Judson Memorial Church)
- 1960: Ausstellung The Street in der Reuben Gallery, New York City
- 1960: Teilnahme an New Forms–New Media (I & II) in der Martha Jackson Gallery. Gruppenausstellung von Installationen und Assemblagen
- 1961: Plastische Fragmente aus dem Store. Gemeinschaftsausstellung Environments. Situations. Spaces in der Martha Jackson Gallery
- 1961: Eröffnung der Ausstellung „The Store“ in der 107 East/2nd Street
- 1962: Erste Giant Objects und Soft Sculptures. Einzelausstellung in der Green Gallery
- 1963: Dwan Gallery, Los Angeles
- 1964: Four Environments by Four New Realists. Gemeinschaftsausstellung in der Sidney Janis Gallery, New York City
- 1964: The Home. Sidney Janis, New York City
- 1964: XXXII. (32.) Biennale Venedig
- 1964: Ileana Sonnabend, Paris
- 1965: Sidney Janis, New York City
- 1966: Moderna Museet, Erste große Retrospektive.
- 1967: Museum of Contemporary Art, Chicago
- 1968: documenta 4, Kassel
- 1969: Museum of Modern Art, New York City. Große Retrospektive 1970 in Amsterdam, Düsseldorf und London
- 1970: Stedelijk Museum, Amsterdam
- 1970: Kunsthalle Düsseldorf
- 1970: Tate Gallery, London
- 1972: Documenta 5, Kassel: The Mouse Museum
- 1975: Claes Oldenburg. Zeichnungen 1954–1974, erste Ausstellung des zeichnerischen Werks in der Kunsthalle Tübingen
- 1977: Documenta 6, Kassel
- 1977: Skulptur.Projekte, Münster
- 1982: Documenta 7, Kassel
- 1989: Lehmbruck-Museum Duisburg, A Bottle of Notes and Some Voyages, Gemeinschaftsausstellung mit Coosje van Bruggen
- 2011: Museum für Moderne Kunst (MMK), Frankfurt am Main, Gemeinschaftsausstellung: MMK 1991–2011. 20 Jahre Gegenwart
- 2012: MUMOK (Museum Moderner Kunst Stiftung Ludwig Wien), Wien, und Museum Ludwig, Köln: The Sixties[7]

## Sammlungen (Auswahl)
- Staatliche Graphische Sammlung München
- Museum für Moderne Kunst, Frankfurt am Main (ehem. Sammlung Karl Ströher)
- Solomon R. Guggenheim Museum, New York[3]
- MoMA New York[8]
- Château de Montsoreau-Museum of Contemporary Art, Montsoreau

## Werke (Auswahl)
- 1961: Plate of Meat, 95 × 138 cm

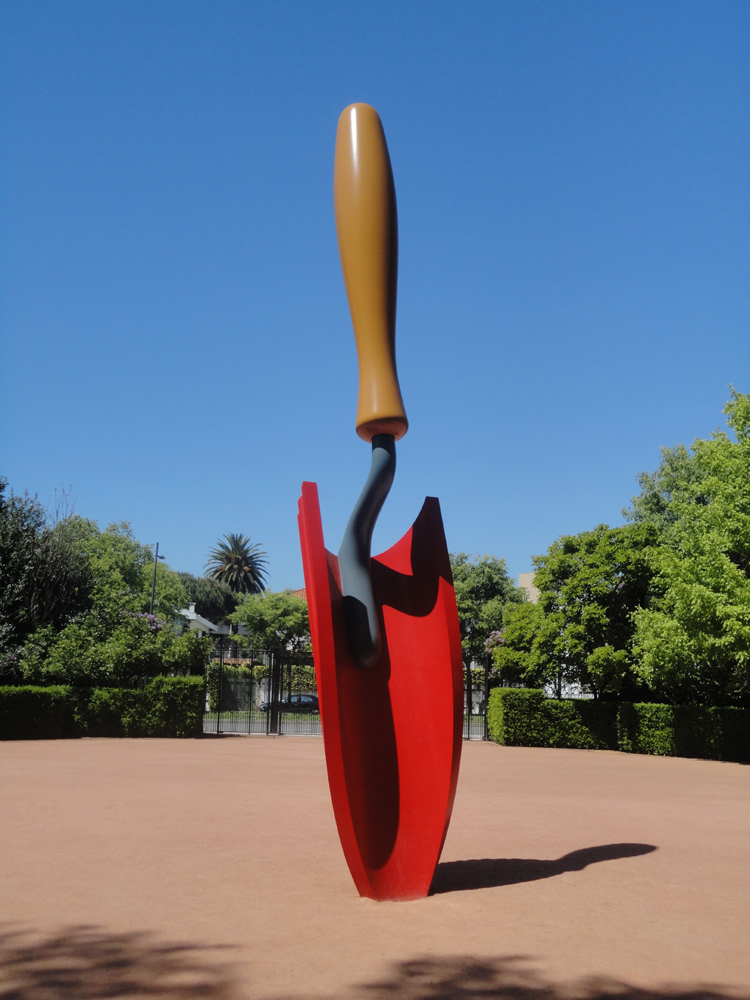
Skulptur Plantoir im Museum Serralves (2001), Porto

- 1962: Green Ladies’ Shoes, 42,5 × 40,5 × 30 cm
- 1963: Cheese Cake From „Javatime“, 5 × 8,5 × 22 cm
- 1965: Washstand – Hard Model, 123 × 91,5 × 74,5 cm, Museum für Moderne Kunst, Frankfurt am Main
- 1966: Weicher schwedischer Riesenlichtschalter ⌀ 130 cm, Museum Ludwig, Köln
- 1968: London Knees, 42 × 40 × 20 cm
- 1969: Bedroom Ensemble Replica im Museum für Moderne Kunst (MMK), Frankfurt am Main
- 1977: Giant Pool Balls, Aaseeterrassen am nördlichen Ufer des Aasees in Münster[9]
- 1981: Tube Supported by its Content, Galerie Paula Cooper, New York City, Art Basel 2013
- 1981: Binoculars Building, früher Chiat/Day Building in Venice, Kalifornien
- 1982: Spitzhacke, Kassel, Fuldaufer
- 1983: Gartenschlauch mit Wasserhahn (mit Coosje van Bruggen), Freiburg, Eschholzpark
- 1988: Spoonbridge and Cherry (mit Coosje van Bruggen), Minneapolis Sculpture Garden
- 1994: Shuttlecocks, Nelson-Atkins Museum of Art, Kansas City
- 1996: Houseball, Berlin
- 2001: Plantoir, Museu Serralves, Porto
- 2001: Dropped Cone, am Neumarkt, Köln, 12,10 m hoch und 5,8 m Durchmesser[10]
- 2009: Tumbling Tacks, Kistefos-Museum, Kistefos
- 2011: Paint Torch, Philadelphia.

## Auszeichnungen
- 1975: Aufnahme in die American Academy of Arts and Letters[11]
- 1980: Aufnahme in die American Academy of Arts and Sciences
- 1981 Wilhelm-Lehmbruck-Preis der Stadt Duisburg
- 1995 Rolf-Schock-Preis

## Film
- Gerald Fox: Claes Oldenburg, Dokumentation 53 Min., Arthaus Musik GmbH 2008 (1996) ISBN 978-3-939873-25-9